# Pseudolimnophila australina
Pseudolimnophila australina är en tvåvingeart som beskrevs av Alexander 1927. Pseudolimnophila australina ingår i släktet Pseudolimnophila och familjen småharkrankar. Inga underarter finns listade i Catalogue of Life.